# Kaple Bičování Krista (Obrovice)
Kaple Bičování Krista v Obrovicích (lat. „Ad Jesum flagell“) je bývalé poutní místo litoměřické diecéze nacházející se v prostoru Vojenského újezdu Hradiště, které zaniklo v období totalitního komunistického režimu, kdy byla kaple zbořena.

## Historie
Roku 1766 byly v Obrovicích postavena barokní kaple Bičování Krista. Roku 1856 byla pseudogoticky přestavěna. Kaple měla sanktusník. V souvislosti s přestavbou exteriéru k vnitřnímu vybavení patřil také pseudogotický hlavní oltář z poloviny 19. století. Na místo putovali věřící z blízkého okolí a na počátku 20. století sem ročně přicházelo průměrně 500 poutníků. Duchovní správa kaple spadala do farnosti Tureč, která však zanikla a území na němž dříve stála kaple Bičování Krista připadlo od 1. ledna 2013 pod duchovní správu děkanství v Mašťově.